# 田依桐
田依桐（1994年12月09日—），出生中国天津市。中国女演员，毕业于上海戏剧学院表演（戏曲音乐剧）专业，2016年，参加湖南卫视综艺节目 《一年级·毕业季》出道。

## 演艺经历
- 2016年，在上海戏剧学院读书期间，以科班生的身份参加了湖南卫视综艺《一年级·毕业季》出道。同年出演了青春偶像剧《初遇在光年之外》。[5]
- 2017年，先后在古装剧《天意》中饰演虞姬和在偶像剧《我的奇妙男友2之恋恋不忘》中饰演叶美笑。同年签约了由唐嫣和纪如璟共同创立的丰璟盛糖经纪公司。[6]
- 2018年，在都市剧《完美关系》中饰演了女主江达琳的闺蜜邦尼。[7]
- 2019年，在古装武侠剧《月上重火》中饰演了女二号林奉紫。[8][9]同年在都市剧《三十而已》饰演了女主王漫妮所在店的副店长Daisy。[10]
- 2020年，在都市偶像剧《程序员那么可爱》出演了女二号姜梓童。同年在都市偶像剧《良言写意》中出演了女二号施楚楚。

## 影视作品

### 电视剧
| 首播年度 | 剧名                    | 角色   | 备注         |
| 2018年   | 初遇在光年之外          | 甄磊   |              |
| 2018年   | 远大前程                |        |              |
| 2018年   | 天意                    | 虞姬   | 网络剧       |
| 2019年   | 我的奇妙男友2之恋恋不忘 | 叶美笑 | 网络剧       |
| 2019年   | 不可思议的晴朗          | 喬玲玲 |              |
| 2020年   | 完美关系                | 邦尼   |              |
| 2020年   | 月上重火                | 林奉紫 |              |
| 2020年   | 三十而已                | Daisy  |              |
| 2021年   | 程序員那麼可爱          | 姜梓童 | 网络剧       |
| 2021年   | 良言写意                | 施楚楚 |              |
| 2022年   | 爱情应该有的样子        | 秦一然 |              |
| 2023年   | 灿烂的转身              | 丁漫漫 | 网络剧       |
| 2023年   | 最遥远的距离            | 田美   | 客串         |
| 2024年   | 小日子                  | 米娜   |              |
| 2024年   | 半熟男女                | 莫妮卡 | 网络剧       |
| 2025年   | 我在顶峰等你            | 蔺之玥 | 客串，网络剧 |
| 待播     | 谁动了我的隐私          | 許蕾   | 网络剧       |
| 待播     | 灿如繁星                |        |              |

### 电影
| 首播年度 | 剧名           | 角色 | 备注     |
| 2024年   | 云边有个小卖部 | 牡丹 | 友情出演 |

## 综艺节目
| 首播年度 | 频道     | 综艺名            | 备注                               |
| 2016年   | 湖南卫视 | 《一年级·毕业季》 | 以科班生的身份参加湖南卫视综艺节目 |

## 音乐作品
| 首播年度 | 音乐名       | 备注                                                              |
| 2016年   | 《星辰》     | 《一年级·毕业季》与队友及导师献唱主题曲《星辰》和插曲《终有一天》 |
| 2016年   | 《终有一天》 | 《一年级·毕业季》与队友及导师献唱主题曲《星辰》和插曲《终有一天》 |